# Grand Prix Formule 1 van Miami 2024
De Grand Prix Formule 1 van Miami 2024 werd verreden op 5 mei op het Miami International Autodrome in Miami Gardens, een voorstad van Miami. Het was de zesde race van het seizoen.
De Grand Prix van Miami was de tweede van zes GP-weekeinden dit jaar waarin een "Sprint" gehouden werd. Een "sprint" is bijna hetzelfde als een normale race, met als groot verschil dat de wedstrijd minder lang duurt. De afstand van de sprintrace bedraagt circa 100 kilometer, de wedstrijd is daardoor van korte duur (ongeveer 30 minuten).
Het Grand Prix-weekeinde begint op vrijdag met de eerste vrije training van zestig minuten, daarna volgt de sprintkwalificatie die de startopstelling van de "sprint" bepaalt. 
Op zaterdagmorgen wordt de "sprint" gereden. Daarna volgt de kwalificatie die de de startopstelling bepaalt van de hoofdrace op zondag (inclusief mogelijke gridstraffen) en tevens bepaalt welke coureur de term "poleposition" toegekend krijgt.
Op zondag wordt de hoofdrace gereden over een "normale" Grand Prix-afstand (circa 300 kilometer) en de teams hebben een vrije bandenkeuze.

## Vrije training
- Enkel de top vijf wordt weergegeven.

| Pos. | Nr. | Coureur          | Constructeur               | Tijd     |
| ---- | --- | ---------------- | -------------------------- | -------- |
| 1    | 1   | Max Verstappen   | Red Bull Racing-Honda RBPT | 1:28.595 |
| 2    | 81  | Oscar Piastri    | McLaren-Mercedes           | 1:28.700 |
| 3    | 55  | Carlos Sainz jr. | Ferrari                    | 1:28.711 |
| 4    | 63  | George Russell   | Mercedes                   | 1:28.784 |
| 5    | 18  | Lance Stroll     | Aston Martin-Mercedes      | 1:28.817 |

## Sprintkwalificatie
| Pos.                    | Nr. | Coureur          | Constructeur               | Kwalificatietijden | Kwalificatietijden | Kwalificatietijden | Grid   |
| Pos.                    | Nr. | Coureur          | Constructeur               | SQ1                | SQ2                | SQ3                | Grid   |
| ----------------------- | --- | ---------------- | -------------------------- | ------------------ | ------------------ | ------------------ | ------ |
| 1                       | 1   | Max Verstappen   | Red Bull Racing-Honda RBPT | 1:28.194           | 1:28.001           | 1:27.641           | 1      |
| 2                       | 16  | Charles Leclerc  | Ferrari                    | 1:28.537           | 1:27.977           | 1:27.749           | 2      |
| 3                       | 11  | Sergio Pérez     | Red Bull Racing-Honda RBPT | 1:28.681           | 1:27.865           | 1:27.876           | 3      |
| 4                       | 3   | Daniel Ricciardo | RB-Honda RBPT              | 1:28.700           | 1:28.122           | 1:28.044           | 4      |
| 5                       | 55  | Carlos Sainz jr. | Ferrari                    | 1:28.435           | 1:28.262           | 1:28.103           | 5      |
| 6                       | 81  | Oscar Piastri    | McLaren-Mercedes           | 1:28.056           | 1:28.163           | 1:28.161           | 6      |
| 7                       | 18  | Lance Stroll     | Aston Martin-Mercedes      | 1:28.807           | 1:28.323           | 1:28.375           | 7      |
| 8                       | 14  | Fernando Alonso  | Aston Martin-Mercedes      | 1:28.192           | 1:28.189           | 1:28.419           | 8      |
| 9                       | 4   | Lando Norris     | McLaren-Mercedes           | 1:27.939           | 1:27.597           | 1:28.472           | 9      |
| 10                      | 27  | Nico Hülkenberg  | Haas-Ferrari               | 1:29.040           | 1:28.330           | 1:28.476           | 10     |
| 11                      | 63  | George Russell   | Mercedes                   | 1:28.387           | 1:28.343           |                    | 11     |
| 12                      | 44  | Lewis Hamilton   | Mercedes                   | 1:28.736           | 1:28.371           |                    | 12     |
| 13                      | 31  | Esteban Ocon     | Alpine-Renault             | 1:28.873           | 1:28.379           |                    | 13     |
| 14                      | 20  | Kevin Magnussen  | Haas-Ferrari               | 1:28.377           | 1:28.614           |                    | 14     |
| 15                      | 22  | Yuki Tsunoda     | RB-Honda RBPT              | 1:28.687           | Geen tijd          |                    | 15     |
| 16                      | 10  | Pierre Gasly     | Alpine-Renault             | 1:29.185           |                    |                    | 16     |
| 17                      | 24  | Zhou Guanyu      | Kick Sauber-Ferrari        | 1:29.267           |                    |                    | 17     |
| 18                      | 77  | Valtteri Bottas  | Kick Sauber-Ferrari        | 1:29.360           |                    |                    | 20 *1  |
| 19                      | 2   | Logan Sargeant   | Williams-Mercedes          | 1:29.551           |                    |                    | 18     |
| 20                      | 23  | Alexander Albon  | Williams-Mercedes          | 1:29.858           |                    |                    | Pit *2 |
| SQ1 107% tijd: 1:34.094 |     |                  |                            |                    |                    |                    |        |
| Bron: formula1.com      |     |                  |                            |                    |                    |                    |        |

*1 Valtteri Bottas kreeg een gridstraf van drie plaatsen voor het onnodig te langzaam rijden op het circuit.

*2 Alexander Albon moest vanuit de pitstraat starten omdat er aan zijn wagens is gewerkt onder Parc fermé condities.

## Sprint
Max Verstappen won voor de negende keer in zijn carrière een sprint.
| Pos.               | Nr. | Coureur          | Constructeur               | Rondes | Tijd / Oorzaak uitval | Grid | Punten |
| ------------------ | --- | ---------------- | -------------------------- | ------ | --------------------- | ---- | ------ |
| 1                  | 1   | Max Verstappen   | Red Bull Racing-Honda RBPT | 19     | 31.31.383             | 1    | 8S     |
| 2                  | 16  | Charles Leclerc  | Ferrari                    | 19     | +3.371                | 2    | 7      |
| 3                  | 11  | Sergio Pérez     | Red Bull Racing-Honda RBPT | 19     | +5.095                | 3    | 6      |
| 4                  | 3   | Daniel Ricciardo | RB-Honda RBPT              | 19     | +14.971               | 4    | 5      |
| 5                  | 55  | Carlos Sainz jr. | Ferrari                    | 19     | +15.222               | 5    | 4      |
| 6                  | 81  | Oscar Piastri    | McLaren-Mercedes           | 19     | +15.750               | 6    | 3      |
| 7                  | 27  | Nico Hülkenberg  | Haas-Ferrari               | 19     | +22.054               | 10   | 2      |
| 8                  | 22  | Yuki Tsunoda     | RB-Honda RBPT              | 19     | +29.816               | 15   | 1      |
| 9                  | 10  | Pierre Gasly     | Alpine-Renault             | 19     | +31.880               | 16   |        |
| 10                 | 2   | Logan Sargeant   | Williams-Mercedes          | 19     | +34.355               | 18   |        |
| 11                 | 24  | Zhou Guanyu      | Kick Sauber-Ferrari        | 19     | +35.078               | 17   |        |
| 12                 | 63  | George Russell   | Mercedes                   | 19     | +35.755               | 11   |        |
| 13                 | 23  | Alexander Albon  | Williams-Mercedes          | 19     | +36.086               | Pit  |        |
| 14                 | 77  | Valtteri Bottas  | Kick Sauber-Ferrari        | 19     | +36.892               | 19   |        |
| 15                 | 31  | Esteban Ocon     | Alpine-Renault             | 19     | +37.740               | 13   |        |
| 16                 | 44  | Lewis Hamilton   | Mercedes                   | 19     | +49.347 *1            | 12   |        |
| 17                 | 14  | Fernando Alonso  | Aston Martin-Mercedes      | 19     | +59.409               | 8    |        |
| 18                 | 20  | Kevin Magnussen  | Haas-Ferrari               | 19     | +1:06.303 *2          | 14   |        |
| DNF                | 18  | Lance Stroll     | Aston Martin-Mercedes      | 1      | Botsingschade         | 7    |        |
| DNF                | 4   | Lando Norris     | McLaren-Mercedes           | 0      | Botsing               | 9    |        |
| Bron: formula1.com |     |                  |                            |        |                       |      |        |

S Max Verstappen reed in ronde 4 de snelste ronde in 1:30.415 maar in de sprint levert dit geen extra punt op.

*1 Lewis Hamilton eindigde de wedstrijd als achtste maar kreeg een drive-through penalty omgezet naar een straf van 20 seconden voor het te hard rijden in de pitstraat.

*2 Kevin Magnussen eindigde de wedstrijd als tiende maar kreeg 3 straffen van 10 seconden voor het behalen van voordeel door buiten de baan te rijden en een straf van 5 seconden voor het buiten de baan rijden.

## Kwalificatie
Max Verstappen behaalde de achtendertigste pole position in zijn carrière.
| Pos.                   | Nr. | Coureur          | Constructeur               | Kwalificatietijden | Kwalificatietijden | Kwalificatietijden | Grid  |
| Pos.                   | Nr. | Coureur          | Constructeur               | Q1                 | Q2                 | Q3                 | Grid  |
| ---------------------- | --- | ---------------- | -------------------------- | ------------------ | ------------------ | ------------------ | ----- |
| 1                      | 1   | Max Verstappen   | Red Bull Racing-Honda RBPT | 1:27.689           | 1:27.566           | 1:27.241           | 1     |
| 2                      | 16  | Charles Leclerc  | Ferrari                    | 1:28.081           | 1:27.533           | 1:27.382           | 2     |
| 3                      | 55  | Carlos Sainz jr. | Ferrari                    | 1:27.937           | 1:27.941           | 1:27.455           | 3     |
| 4                      | 11  | Sergio Pérez     | Red Bull Racing-Honda RBPT | 1:27.772           | 1:27.839           | 1:27.460           | 4     |
| 5                      | 4   | Lando Norris     | McLaren-Mercedes           | 1:27.913           | 1:27.871           | 1:27.594           | 5     |
| 6                      | 81  | Oscar Piastri    | McLaren-Mercedes           | 1:28.032           | 1:27.721           | 1:27.675           | 6     |
| 7                      | 63  | George Russell   | Mercedes                   | 1:28.159           | 1:28.095           | 1:28.067           | 7     |
| 8                      | 44  | Lewis Hamilton   | Mercedes                   | 1:28.167           | 1:27.697           | 1:28.107           | 8     |
| 9                      | 27  | Nico Hülkenberg  | Haas-Ferrari               | 1:28.383           | 1:28.200           | 1:28.146           | 9     |
| 10                     | 22  | Yuki Tsunoda     | RB-Honda RBPT              | 1:28.324           | 1:28.167           | 1:28.192           | 10    |
| 11                     | 18  | Lance Stroll     | Aston Martin-Mercedes      | 1:28.177           | 1:28.222           |                    | 11    |
| 12                     | 10  | Pierre Gasly     | Alpine-Renault             | 1:27.976           | 1:28.324           |                    | 12    |
| 13                     | 31  | Esteban Ocon     | Alpine-Renault             | 1:28.209           | 1:28.371           |                    | 13    |
| 14                     | 23  | Alexander Albon  | Williams-Mercedes          | 1:28.343           | 1:28.413           |                    | 14    |
| 15                     | 14  | Fernando Alonso  | Aston Martin-Mercedes      | 1:28.453           | 1:28.427           |                    | 15    |
| 16                     | 77  | Valtteri Bottas  | Kick Sauber-Ferrari        | 1:28.463           |                    |                    | 16    |
| 17                     | 2   | Logan Sargeant   | Williams-Mercedes          | 1:28.487           |                    |                    | 17    |
| 18                     | 3   | Daniel Ricciardo | RB-Honda RBPT              | 1:28.617           |                    |                    | 20 *1 |
| 19                     | 20  | Kevin Magnussen  | Haas-Ferrari               | 1:28.619           |                    |                    | 18    |
| 20                     | 24  | Zhou Guanyu      | Kick Sauber-Ferrari        | 1:28.824           |                    |                    | 19    |
| Q1 107% tijd: 1:33.827 |     |                  |                            |                    |                    |                    |       |
| Bron: formula1.com     |     |                  |                            |                    |                    |                    |       |

*1 Daniel Ricciardo kreeg een gridstraf van drie plaatsen voor het inhalen tijdens safety car-omstandigheden tijdens de Grand Prix van China.

## Wedstrijd
Lando Norris behaalde de eerste Grand Prix-overwinning in zijn carrière. Na de botsing tussen Kevin Magnussen en Logan Sargeant kwam er een safety car-periode. Norris profiteerde door een discutabele beslissing van de FIA doordat hij (als enige) een pitstop kon maken die minder tijdverlies opleverde om zo de leiding te nemen. Hij reed daarna weg van Max Verstappen die tweede werd, Charles Leclerc eindigde als derde.
| Pos.               | Nr. | Coureur          | Constructeur               | Rondes | Tijd / Oorzaak uitval | Grid | Punten |
| ------------------ | --- | ---------------- | -------------------------- | ------ | --------------------- | ---- | ------ |
| 1                  | 4   | Lando Norris     | McLaren-Mercedes           | 57     | 1:30:49.876           | 5    | 25     |
| 2                  | 1   | Max Verstappen   | Red Bull Racing-Honda RBPT | 57     | +7.612                | 1    | 18     |
| 3                  | 16  | Charles Leclerc  | Ferrari                    | 57     | +9.920                | 2    | 15     |
| 4                  | 11  | Sergio Pérez     | Red Bull Racing-Honda RBPT | 57     | +14.650               | 4    | 12     |
| 5                  | 55  | Carlos Sainz jr. | Ferrari                    | 57     | +16.407 *1            | 3    | 10     |
| 6                  | 44  | Lewis Hamilton   | Mercedes                   | 57     | +16.585               | 8    | 8      |
| 7                  | 22  | Yuki Tsunoda     | RB-Honda RBPT              | 57     | +26.185               | 10   | 6      |
| 8                  | 63  | George Russell   | Mercedes                   | 57     | +34.789               | 7    | 4      |
| 9                  | 14  | Fernando Alonso  | Aston Martin-Mercedes      | 57     | +37.107               | 15   | 2      |
| 10                 | 31  | Esteban Ocon     | Alpine-Renault             | 57     | +39.746               | 13   | 1      |
| 11                 | 27  | Nico Hülkenberg  | Haas-Ferrari               | 57     | +40.789               | 9    |        |
| 12                 | 10  | Pierre Gasly     | Alpine-Renault             | 57     | +44.958               | 12   |        |
| 13                 | 81  | Oscar Piastri    | McLaren-Mercedes           | 57     | +49.756               | 6    | S      |
| 14                 | 24  | Zhou Guanyu      | Kick Sauber-Ferrari        | 57     | +49.979               | 19   |        |
| 15                 | 3   | Daniel Ricciardo | RB-Honda RBPT              | 57     | +50.956               | 20   |        |
| 16                 | 77  | Valtteri Bottas  | Kick Sauber-Ferrari        | 57     | +52.356               | 16   |        |
| 17                 | 18  | Lance Stroll     | Aston Martin-Mercedes      | 57     | +55.173 *2            | 11   |        |
| 18                 | 23  | Alexander Albon  | Williams-Mercedes          | 57     | +1:16.091             | 14   |        |
| 19                 | 20  | Kevin Magnussen  | Haas-Ferrari               | 57     | +1:24.683 *3          | 18   |        |
| DNF                | 2   | Logan Sargeant   | Williams-Mercedes          | 30     | Ongeluk               | 17   |        |
| Bron: formula1.com |     |                  |                            |        |                       |      |        |

S Oscar Piastri reed voor de derde keer in zijn carrière een snelste ronde maar behaalde hiermee geen extra punt omdat hij niet bij de eerste tien eindigde.

*1 Carlos Sainz jr. eindigde de wedstrijd als vierde maar kreeg een straf van 5 seconden voor de lichte botsing met Oscar Piastri.

*2 Lance Stroll eindigde de wedstrijd als dertiende maar kreeg een straf van 10 seconden voor het behalen van voordeel door buiten de baan te rijden.

*3 Kevin Magnussen eindigde de wedstrijd als achttiende maar kreeg een straf van 10 seconden voor het veroorzaken van een botsing met Logan Sargeant. Vervolgens kreeg hij nog een drive-through penalty omgezet naar een straf van 20 seconden voor het de pitstraat inrijden tijdens de safety car-situatie zonder dat de banden van zijn wagen gewisseld werden.

## Tussenstanden wereldkampioenschap
Betreft tussenstanden voor het wereldkampioenschap na afloop van de race.

### Coureurs
| Pos. | Nr. | Coureur          | Constructeur               | Punten |
| ---- | --- | ---------------- | -------------------------- | ------ |
| 1    | 1   | Max Verstappen   | Red Bull Racing-Honda RBPT | 136    |
| 2    | 11  | Sergio Pérez     | Red Bull Racing-Honda RBPT | 103    |
| 3    | 16  | Charles Leclerc  | Ferrari                    | 98     |
| 4    | 4   | Lando Norris     | McLaren-Mercedes           | 83     |
| 5    | 55  | Carlos Sainz jr. | Ferrari                    | 83     |
| 6    | 81  | Oscar Piastri    | McLaren-Mercedes           | 41     |
| 7    | 63  | George Russell   | Mercedes                   | 37     |
| 8    | 14  | Fernando Alonso  | Aston Martin-Mercedes      | 33     |
| 9    | 44  | Lewis Hamilton   | Mercedes                   | 27     |
| 10   | 22  | Yuki Tsunoda     | RB-Honda RBPT              | 14     |
| 11   | 18  | Lance Stroll     | Aston Martin-Mercedes      | 9      |
| 12   | 38  | Oliver Bearman   | Ferrari                    | 6      |
| 13   | 27  | Nico Hülkenberg  | Haas-Ferrari               | 6      |
| 14   | 3   | Daniel Ricciardo | RB-Honda RBPT              | 5      |
| 15   | 31  | Esteban Ocon     | Alpine-Renault             | 1      |
| 16   | 20  | Kevin Magnussen  | Haas-Ferrari               | 1      |
| 17   | 23  | Alexander Albon  | Williams-Mercedes          | 0      |
| 18   | 24  | Zhou Guanyu      | Kick Sauber-Ferrari        | 0      |
| 19   | 10  | Pierre Gasly     | Alpine-Renault             | 0      |
| 20   | 77  | Valtteri Bottas  | Kick Sauber-Ferrari        | 0      |
| 21   | 2   | Logan Sargeant   | Williams-Mercedes          | 0      |

### Constructeurs
| Pos. | Constructeur               | Punten |
| ---- | -------------------------- | ------ |
| 1    | Red Bull Racing-Honda RBPT | 239    |
| 2    | Ferrari                    | 187    |
| 3    | McLaren-Mercedes           | 124    |
| 4    | Mercedes                   | 64     |
| 5    | Aston Martin-Mercedes      | 42     |
| 6    | RB-Honda RBPT              | 19     |
| 7    | Haas-Ferrari               | 7      |
| 8    | Alpine-Renault             | 1      |
| 9    | Williams-Mercedes          | 0      |
| 10   | Kick Sauber-Ferrari        | 0      |